# Вілаят Дагестан
Вілаят Дагестан, також Дагестанський фронт Імарату Кавказ (досл. «Провінція Дагестан»; рос. Вилайят Дагестан), раніше відома як Джамаат шаріат (рос. Джамаат шариат) і Група «Дженнет» — дагестанська ісламістська джихадистська група, активна в Дагестані у 2007—2015 роках як частина Імарату Кавказ.  
Тісно пов'язана з групами з сусідніх республік — Чечні та Інгушетії. Була створена під час Другої чеченської війни з метою проголошення незалежності Дагестану як ісламської держави в майбутньому.
Організація заявляє, що є «законною владою Дагестану» з метою створення «справедливого суспільства», заснованого на законах шаріату. Для досягнення цієї здійснює напади на поліцейських і співробітників служби безпеки, а також на деяких цивільних осіб, таких як лояльне уряду мусульманське духовенство та священнослужителі РПЦ , і нібито несе відповідальність за загибель сотень російських співробітників служби безпеки та військового персоналу, офіційних і цивільних осіб.
У організації кажуть, що мирні переговори з РФ гіпотетично можливі, але лише тоді, коли вона виведе свої війська з регіону та надасть гарантії безпеки. У іншому випадку, стверджує група, вона готова до тривалої партизанської війни на виснаження, яка може бути розширена на всю Російську Федерацію, включаючи Москву та Санкт-Петербург.  Станом на 2010 рік це призвело до того, що у багатонаціональній республіці, ураженій корупцією та бідністю, майже почалася громадянська війна. 

## Історія

### Група «Дженнет»
Джамаат Шаріат був заснований Еміром Расулом (Расул Макашаріпов) після майже цілковитого знищення набагато меншої дагестанської терористичної групи під назвою Дженнет (араб. Рай).  У 1999 році Макашаріпов воював проти уряду під час невдалого вторгнення повстанців до Дагестану з Чечні. Переїхавши воювати в Чечню, повернувся на батьківщину в 2002 році і створив «Дженнет» («Dzhennet»), основною метою якого було знищення старших офіцерів сил безпеки в Дагестані.
Угруповання було лояльним до чеченського командувача Шаміля Басаєва, а центром його бойових дій була столиця республіки Махачкала разом із розташованою неподалік горою Таркі-Тау. Повстанцям вдалося вбити кількох важливих фігур: територіального керівника контррозвідки та боротьби з тероризмом Федеральної служби безпеки Каміля Етінбекова; начальника відділу по боротьбі з екстремізмом і кримінальним тероризмом Ахберділава Акілова і 28 співробітників його відділу; і міністра національної політики, інформації та зовнішніх зв'язків Магомеда Гусаєва.
У вибухах у Каспійську у 2002 році, коли під час військового параду загинули 43 військових і цивільних, також звинуватили Макашаріпова, хоча він відкидав будь-яку відповідальність і натомість звинуватив директора ФСБ Миколу Патрушева. Офіційні російські державні ЗМІ та їхні філії в Дагестані офіційно стверджували, що вибух організував Раббані-Халіл. Це було задовго до того, як Раббані-Халіл відкинув відповідальність і звинуватив натомість главу Республіки Дагестан в одному зі своїх популярних відеороликів, де під історичним приводом прояснював ситуацію навколо нього та бійців на Північному Кавказі. Очевидно, мотивами глави республіки Дагестан була дискредитація та очорнення іміджу мусульманських бійців, які набули неабиякої популярності серед місцевого населення. Однак відповіді на цю заяву Раббані-Халіля від тодішнього глави Дагестану Магомедалі Магомедова не було.

### Джамаат шаріат
Після втрати кількох ключових лідерів наприкінці 2004 року залишки Дженніт були реорганізовані та перетворені в Джамаат шаріат (араб. «Спільнота ісламського права»). Нова група була набагато більшою та децентралізованішою (включаючи напівавтономні місцеві джамаати в Буйнакську, Губдені, Хасавюрті та Каспійську ), нещільно організована здебільшого у багатьох невеликих таємних міських осередках, деякі з яких складаються лише з трьох-п’яти осіб, з особливо сильною присутністю в Махачкалі. Джамаат також підтримує кілька більших партизанських підрозділів чисельністю до 15 бійців кожен, які базуються в лісистих і гірських районах Дагестану та час від часу беруть участь у відносно великих боях проти російських спецназів за підтримки артилерії та авіації (наприклад, бій у березні 2009 року, в якому було вбито 16 повстанців і щонайменше п’ять російських військових ).
Нове угруповання поступово стало менш дискримінаційним у своїх нападах, націлюючись навіть на рядових співробітників ДАІ, вбивши понад 40 поліцейських у першій половині 2005 року. 
У травні 2005 року увійшло до складу головної організації Кавказький фронт, створеної новим президентом Чеченської Республіки Ічкерія шейхом Абдул Халімом після смерті його попередника Аслана Масхадова. Вважається, що це угруповання несе відповідальність за багато резонансних нападів, таких як вибух в Махачкалі (2005), у результаті якого загинули понад 10 бійців російського спецназу  і вбивство заступника міністра внутрішніх справ республіки генерала Магомеда Омарова в 2005 році.
Макашаріпов був убитий під час перестрілки з російськими військами 6 липня 2005 року, після чого командування прийняв його заступник Раббані (Раппані Халілов). Говорили, що Раббані користувався надзвичайною популярністю серед молоді та зміг залучити до лав Джамаату сотні бійців. Він був тісно пов’язаний із чеченськими повстанцями та командиром іноземних бійців на Кавказі Абу Хафсом аль-Урдуні, і був убитий під час облоги будинку російським спецназом 17 вересня 2007 року.

### Вілаят Дагестан
Із заявами нового лідера чеченських повстанців Доку Умарова, опублікованими «Кавказ-центром» 1 жовтня 2007 року, Халілова змінив його заступник Абдул Маджид (Ільгас Малачієв). 
Маджид розпочав свою кар'єру під час Другої російсько-чеченської війни, воюючи під керівництвом Машкадова та Ібн аль-Хаттаба, перш ніж приєднатися до Джамаату в 2005 році. Це допомогло легітимізувати його як лідера повстанців у Дагестані серед керівництва як чеченських повстанців, так і іноземних бойовиків. Абдул Маджид прийняв присягу Джамаату не нападати на мирних жителів, і йому приписували наведення порядку в групі після смерті Халілова. 
8 вересня 2008 року Маджид загинув у бою на півдні Дагестану на кордоні з Азербайджаном у спільній операції російсько-азербайджанського спецназу.
Після смерті Абу Маджіда Умаров (тепер як лідер Імарату Кавказ) призначив Еміра Муаза (Омара Шейхулаєва) очолити перейменований Вілаят Дагестан. Емір Муаз був убитий 5 лютого 2009 року в перестрілці з російськими спецпризначенцями в передмісті Макачкали. 
Через два місяці його замінив Емір Бара (Умалат Магомедов), який, у свою чергу, був убитий у перестрілці на поліцейському блокпосту в Махачкалі 31 грудня 2009 року. Його місце зайняв Магомед Вагабов, чиє керівництво, очевидно, призвело до закінчення заборони невибіркових нападів на цивільні цілі. Вагабов загинув під час перестрілки, коли федеральні сили оточили його будинок у селі Гуніб 21 серпня 2010 року.
Триваючий спалах насильства в Дагестані з 2008 року включав убивство генерала Валерія Липинського, першого заступника начальника Внутрішніх військ на Північному Кавказі;  вбивство снайпером міністра внутрішніх справ Дагестану генерала Адільгерея Магомедтагірова; і розправу над чотирма міліціонерами та сімома ймовірними повіями в лазні в Махачкалі.  
У 2009 році в Дагестані було вбито щонайменше 58 поліцейських.  Вілаят Дагестан відповідальний за напад смертника 6 січня 2010 року, в результаті якого загинули шість поліцейських;  подвійні вибухи, під час яких дві жінки-терористки вбили понад 40 людей у московському метро в березні 2010 року; кілька атак терористів-смертників на російські служби безпеки та військові об’єкти (наприклад, вибухи в Кизлярі, у результаті яких загинули 12 осіб). У лютому 2012 року тодішній лідер Вілаяту Ібрагімхаліл Даудов (він же Емір Саліх) був убитий російськими силовиками. 
У грудні 2014 року тодішній командувач вілаяту Рустам Асільдаров та низка інших членів угруповання публічно відмовилися від присяги на вірність лідеру Імарату Кавказ Аліасхабу Кебекову та присягнули на вірність лідеру Ісламської держави Абу Бакру аль-Багдаді. Кебеков засудив перебіжчиків і призначив Саїда Хараканського новим лідером угруповання в Дагестані.  Наступник Хараканського та Кебекова Магомед Сулейманов був убитий російськими силовиками під час сутичок у серпні 2015 року.  Абу-Саад Дагестані – діючий амір (валі) Вілаяту Дагестан і вакіль Імарату Кавказ за кордоном .